# Ha vingut un inspector
Ha vingut un inspector és una obra de John Boynton Priestley escrita el 1946. Juntament amb el llibre «Tres piezas sobre el tiempo una vez», està centrada en la reflexió sobre el problema del temps i en les seves preocupacions socials, és a dir, en la responsabilitat social que tothom té. Que tot acte té la seva conseqüència, i l'hem d'assumir.

## Argument
Ha vingut un inspector és una obra de suspens dividida en 3 actes.
Comença amb un sopar a la casa de la família Birling. En aquest sopar, es valora el compromís entre Sheila, la filla del Sr. i la Sra. Birling, i Gerald Croft. De sobte apareix l'Inspector Goole, qui anuncia que una jove s'ha suïcidat prenent desinfectant. En el transcurs de l'obra, es descobreix que tots els integrants de la família (inclús Gerald Croft, el nuvi) havien tingut alguna classe de relació o trobada amb aquesta noia, que utilitzava un nom diferent per a cada ocasió.
Havia estat empleada del Sr. Birling i acomiadada del seu treball en una botiga de roba anomenada Millwards per capritx de Sheila, ja que segons ella la noia l'havia ofès. També havia estat amant de Gerald i la Sra. Birling no havia volgut ajudar-la quan la jove havia acudit a una associació de dones on ella era voluntària (i amb molta influència). Per acabar, el fill que esperava la jove era d'Eric, fill de la família Birling. En retirar-se l'inspector, i després de fer unes quantes trucades telefòniques, s'adonen que no existeix cap Inspector Goole i que cap jove ha mort en la infermeria.
Però quan semblava que tot era una broma o l'home era un boig, sona el telèfon i, quan el Sr. Birling contesta, li comuniquen que acaba de morir una jove per haver pres desinfectant i que un inspector de policia anava de camí a casa seva per a interrogar-los.

## Personatges
- Arthur Birling: Pare de la família Birling, amo de l'empresa. Pare de Sheila i Eric. És definit per l'autor com un home d'aspecte pesat, imponent, d'uns 55 anys, amb una mentalitat tancada i una forma de pensar molt tradicional. L'única cosa que li importa és els seus diners.
- Sybil Birling: Esposa d'Arthur i mare de Sheila i Eric. Està molt contenta amb el compromís de la seva filla. Té uns 50 anys, és una mica freda, de categoria social superior al seu marit. És membre de la Societat de Beneficència Femenina de Brumley, una associació que ajuda a dones a tirar endavant.
- Gerald Croft: Fill de Sir George Croft, amo de l'empresa Croft Limited. Aquesta nit li va donar un anell a la seva promesa Sheila. És un home honrat, intel·ligent i seductor. Va ser qui va deduir la veritable història d'Eva Smith i l'inspector. L'inspector mai li va caure simpàtic. Va fer que Eva Smith (la noia morta) passés el millor moment de la seva vida quan li va donar plaure sexual i manutenció.
- Sheila Birling: Filla major dels Birling. És una noia bella de 21 anys. Molt satisfeta de la vida. En la història que explica es mostra molt egoista. Aquesta es comprometria amb Gerald. És la que més sofreix, juntament amb Eric, per la història d'Eva Smith, ja que reflexiona sobre els seus actes, i que tenen conseqüències.
- Eric Birling: Fill menor. De vint anys. No gaire desembolicat, entre tímid i terminant, li agrada l'alcohol. Va deixar embarassada a Eva Smith (Daisy Renton en aquest moment) i es va mudar. No es porta bé ni amb els seus pares ni amb Sheila. Però ella és confident d'ell i sempre tenen la mateixa opinió. Va ser molt important en la vida d'Eva Smith.
- Inspector Goole: home misteriós, de dolents modals, maliciós, aplomat, sòlid i resolt. Té 50 anys. Vesteix un vestit fosc. Parla amb força i té el costum de mirar fix a la persona amb la qual parla.
- Edna: La serventa. Té poc protagonisme. Fa en una part al·lusió al nom del llibre quan dirigint-se a Birling li diu «Con su permiso señor. Ha llegado un inspector».

## Història d'Eva Smith
Era una dona que treballava en l'empresa d'Arthur Birling, el Sr. Birling. Un dia va haver-hi una vaga per aconseguir que els apugessin el sou i ella era la coordinadora de la vaga. Per això Arthur la va acomiadar. Els dos mesos següents va viure en la misèria. La seva sort va canviar quan va aconseguir treball en Millwards, una botiga de roba de la zona. Un dia per una enrabiada de Sheila, la filla, va ser acomiadada novament. En aquell moment, va canviar el seu nom pel de Daisy Renton. Amb aquest nom va conèixer a Gerald Croft.
Aquest li va donar una casa. Però com era el nuvi de Sheila, la va abandonar posteriorment. Eva o Daisy no es va enfadar, ja que estava molt agraïda amb ell. Però va tornar a la misèria i va haver de treballar com a prostituta. Allí va conèixer a Eric, el seu amant que li va deixar embarassada. En veure com ella vivia en mal estat, ell li va prestar diners i ella no sabia que ho havia robat del despatx de l'empresa del seu pare. Quan es va assabentar li va deixar dient-li que no volia els seus diners. El pitjor que li va passar és que quan va anar a demanar ajuda a Sybil (la Sra. Birling) a la Sociedad de Beneficencia de Brumley aquesta la hi va negar dient-li que el pare del nen s'hauria de fer càrrec d'ella, però realment ho fa perquè utilitza el seu cognom, Birling. Això va fer que es desesperés i se suïcidés amb un desinfectant.

## Llocs
- Casa dels Birling: on es desenvolupa l'obra.
- Infermeria: on mor Eva Smith.
- Departament de Policia: on Gerald, el nuvi, truca.
- Sociedad de Beneficencia: d'on és membre Sybil, la mare.
- Millwards: botiga de roba, el segon treball d'Eva Smith.
- Birling y Cía: on Eva Smith va treballar per primera vegada.
- Bar Palace: on es coneixen Eva i Gerald, i Eva i Eric.

## Produccions
L'obra es va estrenar el 1945 en dos teatres de Moscou. La seva primera representació en anglès data del 1946 en el New Theatre de Londres, amb Ralph Richardson com a l'Inspector Goole, 
Julian Mitchell com a Arthur Birling, Marian Spencer com a Sybil Birling, Margaret Leighton com a Sheila Birling, Alec Guinness com a Eric Birling i
Harry Andrews com a Gerald Croft.
Cedric Hardwicke va ser el director de la representació a Broadway entre el 21 d'octubre del 1947 i el 10 de gener del 1948.
A Espanya es va estrenar el 25 de maig del 1951 en el Teatro Español de Madrid, amb adaptació de Félix Ros, direcció de Cayetano Lucca de Tena, escenografia d'Emilio Burgos i interpretació de María Jesús Valdés, Julia Delgado Car, Rafael Bardem, Guillermo Marín, Gabriel Llopart, Jacinto Martín, i Maruja Recio.
Des de llavors, l'obra s'ha reposat en els escenaris espanyols i llatinoamericans en diverses ocasions, podent esmentar-se les següents: 
- El 1972 en el Teatro Reina Victoria de Madrid, dirigida per José Osuna i amb Javier Escrivá, José María Guillén, Lola Lemos, Alberto Bové i Marisol Ayuso.
- El 1973, per a televisió (Estudi 1, TVE), amb els següents intèrprets: Manuel Gallardo, Ana Mariscal, Narcís Ibáñez Menta, Manuel Galiana, Tomás Blanco i Emparo Pamplona.
- El 1994, en el Teatro Reina Victoria de Madrid, dirigida per Ángel Egea i amb Fernando Guillén, Paco Casessis, Tomás Gayo, Isabel Gaudí, Alberto Delgado, Concha Hidalgo i Carmen Bernardos.
- El 1998, en el Teatro Ateneo de Buenos Aires, dirigida per Sergio Renán i amb Lito Cruz, Graciela Dufau, Inés Estévez, Fabián Vena, Héctor Bidonde, Federico D'Elía i Pochi Ducasse.
- El 2002, en el Teatro Ateneo del Táchira, Veneçuela, dirigida per Zaida Castellanos i amb Georgy Sánchez, Nathalia Rivas, Tupac Chávez, Randolfo Blanco, Marlon Mora, Ale Zambrano i Juana Zambrano.
- El 2009 amb direcció de Román Calleja i interpretació de Concha Cuetos, Francisco Valladares, José Luis Pellicena, Iván Gisbert, Lola Manzanares i Guillermo Muñoz.
- El 2011, en el Teatro La Latina de Madrid, amb direcció de José María Pou, i interpretació del mateix Pou, Carles Canut, Victoria Pagès (substituïda per Amparo Pamplona), Rubén Ametlle, Paula Blanco i David Marcé.
- El 2014, en el Teatro Trasnocho de Caracas, amb direcció de Basilio Álvarez, adaptació de Ugo Ulive, i les actuacions de Jorge Palacios, Patty Oliveros, Juan Carlos Ogando, Valentina Rizo, Alejandro Díaz Iacocca i Jesús Nunes.